# David Ragsdale
David Ragsdale, (3 de abril de 1958) violinista de Kansas desde 1991, comenzó el violín a la edad de tres años. Después de sus estudios con reconocidos maestros clásicos y una temporada de la Filarmónica de Tulsa, los derechos de David como violinista lo llevaron fuera del área muy clásico, y en el rock and roll. 
A través de los años ha tocado y grabado más notablemente con Louise Mandrell, The Smashing Pumpkins, Jason Bonham, y Queensrÿche, entre otros, incluyendo Kansas, con quien está ahora de gira. Su CD como solista, "David & Goliath", originalmente publicado a fines de 1997, ha sido reeditado a partir de noviembre de 2006.